# Bofors 75 mm modèle 1929
Pour les articles homonymes, voir Canon de 75 mm.
Bofors 75 mm m/30 et Bofors 80 mm m/29 étaient deux conceptions étroitement liées d'artillerie anti-aérienne et polyvalente. Moins connu que le canon AA à tir rapide de 40 mm, le canon a néanmoins été adopté par les forces armées de nombreux pays avant et pendant la Seconde Guerre mondiale, dont l'Argentine à partir de 1935, la Chine, les Indes orientales néerlandaises, la Finlande, la Grèce, la Hongrie, l'Iran et la Thaïlande. Il était étroitement lié au 8,8 cm Flak 18/36/37/41, l'un des canons AA les plus connus de la Seconde Guerre mondiale, qui était en partie basé sur celui-ci. Certaines pièces capturées par les Japonais en Chine ont servi de modèle pour le canon AA de type 4 de 75 mm, un clone rétro-conçu du canon Bofors de 75 mm.

## Histoire et développement
Les canons AA de la Première Guerre mondiale étaient souvent des pièces d'artillerie standard de moyen calibre modifiées pour le tir antiaérien. Cependant, le développement rapide de la guerre aérienne signifiait qu'une vitesse à la bouche plus élevée était nécessaire pour cibler les avions modernes volant plus vite et à des altitudes plus élevées. Ayant perdu la guerre, l'Allemagne s'était vu interdire de développer de nouvelles armes de la plupart des types par le traité de Versailles,. Cependant, la société Krupp commença quasi-immédiatement une coopération avec les Bofors suédois (partiellement détenus par Krupp) pour développer un nouveau canon AA,. En 1925, Krupp acquit une participation majoritaire dans l'entreprise suédoise et une équipe d'experts allemands fut envoyée en Suède,,.
Le développement d'une nouvelle arme à feu est financé secrètement par la Reichswehr. Le résultat de 75 mm s'est avéré adéquat pour les Suédois, mais des essais approfondis de deux prototypes allemands (le Flugabwehrkanone L/60 de 7,5 cm et le Flugabwehrkanone L/59 de 7,5 cm) par l'armée allemande se sont avérés insatisfaisants et les Allemands ont demandé une conception plus lourde,. Le 75 mm a ensuite été modifié pour inclure un canon de plus gros calibre, qui a ensuite été développé pour devenir le 8,8 cm Flak 18/36/37/41, l'un des canons antiaérien les plus connus de la Seconde Guerre mondiale,.
Néanmoins, malgré la réticence allemande à acheter le 75 mm, la société suédoise a quand même décidé de lancer la production en série. De nombreuses différences notables existaient entre la conception de Krupp et celle finalement produite par la société suédoise, mais les deux canons partageaient une disposition similaire et une plate-forme de tir cruciforme, permettant un azimut de 360 degrés et le tir dans toutes les directions. La plate-forme a été abaissée au sol à partir de deux essieux à roues, qui seront retirés avant la mise à feu. L'un des principaux avantages de la conception suédoise par rapport au 88 finalement adopté par l'Allemagne était sa simplicité : il manquait de mécanismes de contrôle de tir compliqués, mais était assez facile à utiliser par des servants moins bien entraînés dans les pays les plus pauvres.

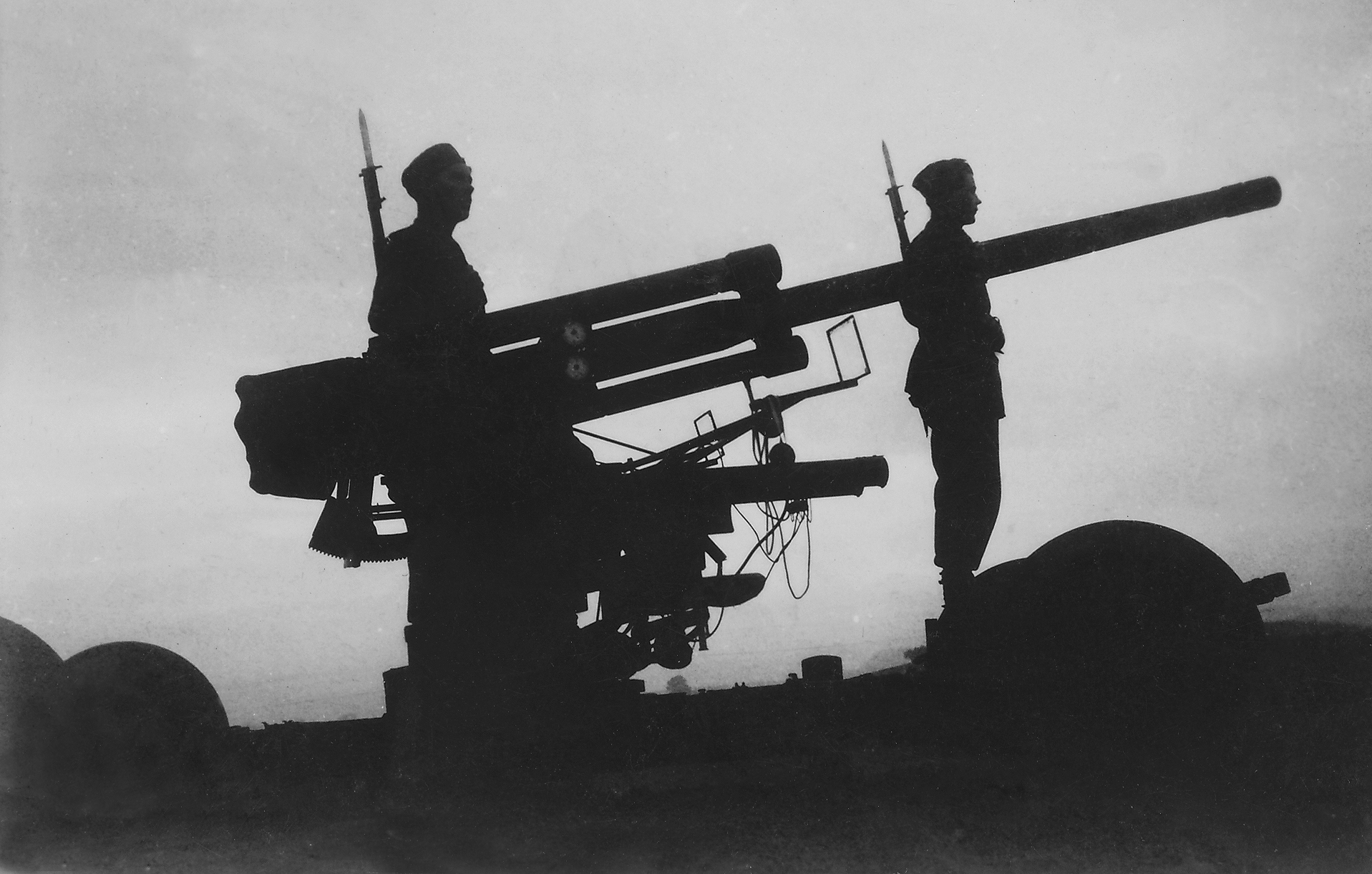
Les canons m/29 et m/30 ont formé l'épine dorsale de la défense aérienne passive suédoise pendant et immédiatement après la Seconde Guerre mondiale.

## Utilisation opérationnelle
Le canon suédois est entré en service dans l'armée suédoise sous deux appellations distinctes : luftvärnskanon m/29 et luftvärnskanon m/30, tous deux produits soit en 75 mm (« 7,5 cm ») et 80 alésage mm (« 8 cm »), selon la commande.
En novembre 1929, la Finlande acheta huit premiers prototypes et canons de série d'essais de la variante mobile et les mit en service en tant que 76 ItK/29 B et 76 ItK/28 B,, ItK signifiant IlmaTorjuntaKanuuna, « Arme à feu anti-aérienne ». Contrairement aux modèles ultérieurs, le canon utilisait un système de transport différent avec un essieu lourd et deux roues. Pendant la guerre d'Hiver, les canons étaient couplés à des ordinateurs mécaniques de conduite de tir Vickers M34 Vc.
En 1938, l'état impérial d'Iran acheta 24 pièces de Luftvärnskanon m/30-37 légèrement modifié (également connu sous le nom de Luftvärnskanon m/37), destinées à 6 batteries de 4 canons chacune. Le déclenchement de la Seconde Guerre mondiale empêcha toute nouvelle livraison.

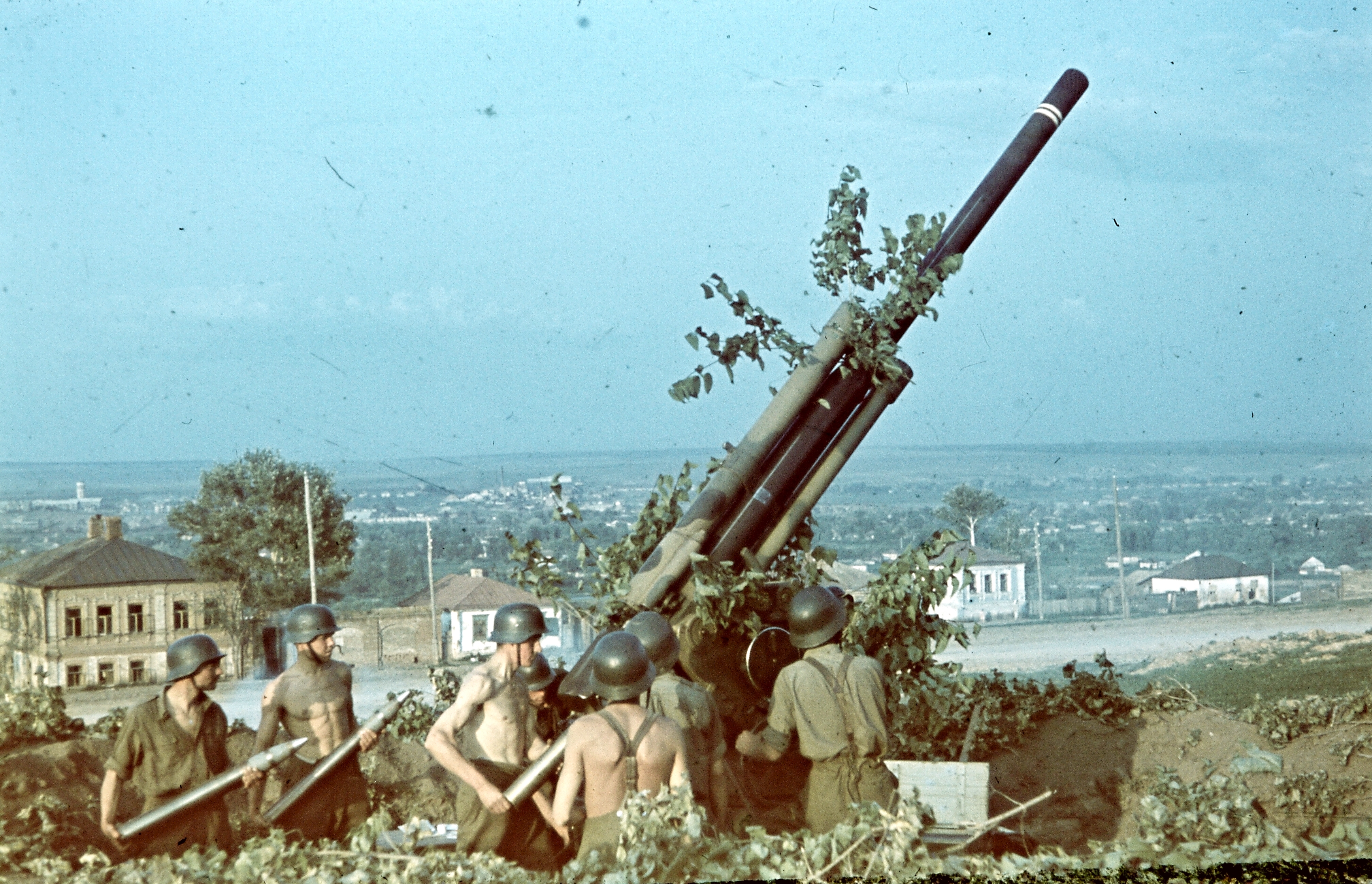
Bofors 80mm 29M en Russie en 1942.

L'un des plus gros lots de l'arme a été acheté par la Hongrie (le tout en 80 mm), qui l'a utilisé avec succès sur le front de l'Est de la Seconde Guerre mondiale à la fois dans un rôle antiaérien et antichar (sous la désignation de 8-cm 29M,). György Szebeny (en) a également conçu une version du canon AA automoteur 40M Nimród armé du 80 mm Bofors au lieu de l'original 40 mm, mais il n'est jamais entré en production.
Le royaume de Grèce en a commandé 80 et l'a utilisé pour renforcer la défense aérienne de la ligne Metaxás.
Entre 1935 et 1938, l'armée royale néerlandaise des Indes orientales commanda 52 pièces de canon Luftvärnskanon m/36 légèrement modifié en 80 mm variante L/50. Parmi ceux-ci, 36 ont été livrés, 12 sur des plates-formes cruciformes mobiles et le reste à utiliser sur des positions fixes. La plupart ont été livrés en pièces détachées puis assemblés dans les installations de Wilton-Fijenoord. Les forces néerlandaises des Indes orientales ont utilisé ces canons pour renforcer la défense des ports clés, notamment huit pièces protégeant Surabaya contre l'invasion japonaise.